# Avio Squadra Bari 1942-1943
Questa pagina raccoglie le informazioni riguardanti dell'Avio Squadra Bari nelle competizioni ufficiali della stagione 1942-1943.

## Stagione
La società sportiva, ammessa dalla FIGC al campionato di Serie C dopo aver vinto quello pugliese di Seconda Divisione, ha ottenuto dalla stessa Federazione il cambio di denominazione da Sezione Calcio Aeroporto di Palese Macchie a quello suddetto il 16 settembre 1942.

## Rosa
| N. |                   | Ruolo | Calciatore        |
| -- | ----------------- | ----- | ----------------- |
| -  | Italia (bandiera) | A     | Giovanni Arrigoni |
| -  | Italia (bandiera) | A     | A. Belleri        |
| -  | Italia (bandiera) | A     | O. Bianchini      |
| -  | Italia (bandiera) | D     | A. Borsetti       |
| -  | Italia (bandiera) | A     | Filippo Calabrese |
| -  | Italia (bandiera) | A     | Antonio Casarini  |
| -  | Italia (bandiera) | P     | Mario Cordone     |
| -  | Italia (bandiera) | D     | V. Corti          |
| -  | Italia (bandiera) | A     | G. Farina         |
| -  | Italia (bandiera) | C     | G. Granelli       |

| N. |                   | Ruolo | Calciatore         |
| -- | ----------------- | ----- | ------------------ |
| -  | Italia (bandiera) | D     | Augusto Maceratesi |
| -  | Italia (bandiera) | D     | Ilario Magnabosco  |
| -  | Italia (bandiera) | P     | Nofroni            |
| -  | Italia (bandiera) | C     | D. Oblach          |
| -  | Italia (bandiera) | D     | I. Oliani          |
| -  | Italia (bandiera) | C     | L. Piasentini      |
| -  | Italia (bandiera) | A     | Mario Piazza       |
| -  | Italia (bandiera) | D     | A. Salmi           |
| -  | Italia (bandiera) | P     | G. Ventura         |
| -  | Italia (bandiera) | C     | O. Vigani          |